# Charles Wallace Richmond
Charles Wallace Richmond (31 de diciembre se 1868 – 19 de mayo de 1932) era un ornitólogo estadounidense. Es recordado por la recopilación de los nombres latinos de las aves que se llama Índice de Richmond.

## Biografía
Nació en Kenosha, Wisconsin y era el hijo mayor de Edward Leslie y Josephine Ellen Richmond. Su madre murió cuando él tenía 12 años. Su padre, que era empleado de correo ferroviario, se mudó a Washington D. C. y se unió a la Imprenta del Gobierno allí. Su padre se volvió a casar y tenía el deber adicional de cuidar a los hermanastros más jóvenes. 
Durante sus primeros años de vida, obtuvo ingresos adicionales para la familia al dejar la escuela y trabajar como paje en la cámara de representantes. A los 15 años consiguió un puesto de mensajero en el Servicio Geológico. En 1897 se licenció tras estudiar medicina en la Universidad de Georgetown y al año siguiente se casó con Louise H. Seville.
Mientras aún estaba en Wisconsin, había comenzado a recolectar huevos de tirano y cuando se mudó a Washington, en 1881 visitó el museo del instituto Smithsoniano y, al ver la gran colección de nidos y huevos, decidió que nunca produciría esa colección él mismo y entregó sus propias colecciones al museo. Esto lo llevó a conocer a Robert Ridgway. Posteriormente se reunió con Ridgway a menudo y esta influencia temprana fue muy fuerte. Su trabajo en la Cámara de Representantes le permitió usar la biblioteca que tenía una buena colección de libros sobre aves.
En 1888, Richmond participó en una expedición del Servicio Geológico de los Estados Unidos a Montana. Se convirtió en asistente de ornitología en el Departamento de Agricultura de los Estados Unidos. Después de un viaje de recolección a Nicaragua se unió al personal del Museo Nacional de los Estados Unidos en Washington D. C. como  vigilante nocturno. Fue ascendido a ayuda, seguido de asistente en el departamento de aves. Se convirtió en conservador asociado de Aves en 1894. Richmond luego se convirtió en conservador asociado en 1918. Ascendió a conservador en 1929, pero dio un paso atrás para quedarse como asociado, de modo que Herbert Friedmann pudiera convertirse en conservador.

## Investigación
Richmond comenzó un catálogo de tarjetas cuando tenía veintiún años. Continuó manteniendo el catálogo durante toda su vida. En cuanto a la investigación, se centró en nombrar autoridades para los nombres de aves, y fue considerado el principal experto en el tema. Su catálogo de tarjetas sigue siendo hoy utilizado por ornitólogos.

## Legado
El nombre científico del cardenal norteño, fue una vez Richmondena cardinalis en su honor (actualmente es Cardinalis cardinalis), así como el lábrido Halichoeres richmondi.